# مونوکلرید ید
مونوکلرید ید (به انگلیسی: Iodine monochloride) با فرمول شیمیایی ICl یک ترکیب شیمیایی با شناسه پاب‌کم ۲۴۶۴۰ است. که جرم مولی آن ۱۶۲٫۳۵ g/mol می‌باشد. شکل ظاهری این ترکیب، جامد یا مایع قرمز و قهوه‌ای است.